# Vibration
Vibration är en svängningsrörelse kring ett jämviktsläge i ett mekaniskt system. De oscillerande svängningarna kan vara periodiska som hos en pendel, eller slumpmässiga som skakningarna hos ett hjul som rullar på en guppig grusväg.
Vibrationer kan vara önskvärda. Ett exempel är stämgaffelns svängningar, liksom konen på en högtalare. Men det är vanligare att vibration är oönskad, slukar energi och skapar buller. Exempelvis brukar skakningar från motorer vara oönskade. Oönskade vibrationer kan vara orsakade av obalans i roterande delar, ojämn friktion, tandmönster hos kugghjul och så vidare. Omsorgsfull design kan ofta minska vibrationer avsevärt.
Teoribildningarna kring ljud/buller respektive vibration är närbesläktade. Ljud är tryckvågor som orsakats av vibrerande föremål; till exempel en sångares stämband. Analogt kan tryckvågor skapa vibration hos föremål, så som örats trumhinna. Likheten gör att bullerdämpningsproblem ofta handlar om att förebygga vibration.

## Mätning av vibration

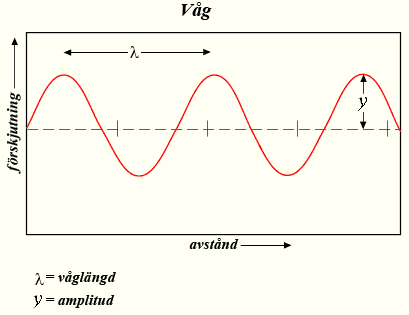

Vibration kan mätas i storheterna förskjutning, hastighet eller acceleration. För storheten acceleration används SI-enheten m/s². Ibland används istället en multipel av  jordaccelerationen g. Mätresultaten brukar presenteras som toppvärde eller effektivvärde.
Svängningar styrs av olika typer av krafter: masskrafter, återförande krafter, dämpande krafter och störande (pådrivande, exciterande) krafter. 
Vibrationens tidshistoria har också betydelse och mäts som frekvens, kurvform, frekvensområde, spektrum, etc.
Se även självsvängning och vågrörelse.

## Vibrationer och människokroppen
Ett vibrerande system kan innehålla mänskliga kroppsdelar eller organ (Eng: "Human vibration"). Genom Arbetsmiljöverkets föreskrift AFS 2005:15 finns numera hygieniska gränser för yrkesmässig exponering av så kallad helkroppsvibration (HKV) resp hand-armvibration (HAV). Vid bedömning av hur människokroppen påverkas av en viss vibration, filtreras först vibrationssignalen för att ta hänsyn till hur vibrationer med olika frekvenser fortplantas till kroppens inre organ. Filtreringen undertrycker dels mycket långsamma svängningar, dels mycket snabba svängningar. Effekten kan illustreras med att hoppa bungy jump. Vid ett sånt hopp kan man utsättas för 20–30 m/s² acceleration med tämligen låg frekvens. Efter frekvensviktning undertrycks det lågfrekventa innehållet i signalen mycket kraftigt. Därför kan det vägda mätresultatet sjunka till under 1 m/s² vilket är mindre än medelvibrationen på förarsitsen vid grovbrytning av väg med bandschaktare. Så är också bandtraktorkörning i normalfallet mer hälsovådligt än bungy jumping. För helkroppsvibration är insatsvärdet 0,5 m/s² medan gränsvärdet (exponeringsgränsen) är 1,1 m/s² i medelvärde över en normal arbetsdag om 8 timmar. 

### Vibration mäts ofta som effektivvärde
Vibrationers acceleration mäts ofta som effektivvärde (kvadratiskt medelvärde; på engelska: "Root-Mean-Square", RMS), så som Arbetsmiljöverkets insatsvärde för vibrationsexponering på jobbet. Särskilt vid mätning av komfortpåverkande helkroppsvibrationer beräknas löpande effektivvärde (running RMS), oftast över ett glidande tidfönster med 1 sekunds bredd. Detta gör det möjligt att studera flera viktiga parametrar. Ett exempel är Maximum Transient Vibration Value (MTVV), vilket är ett mått på den kraftigaste stötformade vibrationen i mätserien.

## Särskild hälsorisk av stötformig vibration
För upprepad exponering av stötformig helkroppsvibration hänvisar vibrationsföreskriften AFS 2005:15 till den internationella standarden SS-ISO 2631-5. Med denna metod används mätdata över uppåtriktade mekaniska stötar för att beräkna kotkompressionstrycket Sed. Om Sed är under 0,5 MPa anses hälsorisken vara låg. Vid mätning på förarsits i buss på gator med fartdämpande vägbulor har Sed i många fall varit över 0,8 MPa vilket innebär hög hälsorisk. Sedan 2007 åtgärdas vägbulor på gator med busstrafik om de vid mätning visats ge Sed över 0,5 MPa vid busskörning i laglig fart. 
Färdvibration i vägfordon påverkas av vägojämnheter, fordonets hastighet samt fordonets fjädringssystem. Vid hastigheter under cirka 30 km/h har hastigheten ofta mycket stor betydelse för vibrationsnivån. Vid högre hastigheter, så som normal landsvägskörning, har vanligtvis underlagets ojämnhet störst betydelse.

### Skaderisker vid helkroppsvibrationer
Enligt arbetsmiljöverket kan arbete som ger helkroppsvibrationer fördubbla risken för ländryggsmärta, och risken för nack och skuldersmärtor ökar med. Mest utsatta är maskin och fordonsförare och skogs och jordbruksarbetare. Kombinationen av stillasittande arbete och helkroppsvibration har misstänkts vara orsak. En systematisk kunskapsöversikt har visat att långvarigt sittande i sig inte innebar ökad risk för ländryggssmärta eller ischias. Däremot innebär långvarigt sittande i kombination med exponering för helkroppsvibration och ogynnsamma arbetsställningar ökad risk för både ländryggsbesvär och ischias.